# Humilis
Humilis is het tweede deel in de naam van wolkensoorten, die worden gebruikt als onderdeel van een internationaal systeem om wolken te classificeren naar eigenschap volgens de internationale wolkenclassificatie. Humilis betekent nauwelijks ontwikkeld of bescheiden. Als afkorting heeft humilis hum. Er bestaat 1 wolkensoort die humilis als tweede deel van zijn naam heeft:
- Cumulus humilis (Cu hum)

Humiliswolken zijn wolken met beperkte verticale hoogte met de lengte veel groter dan de hoogte. Ze zijn afgeplat en hebben een geringe verticale opbouw.